# Alberto Dainese
Alberto Dainese (n. 25 martie 1998, Abano Terme, Veneto, Italia) este un ciclist profesionist italian, care concurează în prezent pentru echipa Team DSM.

## Rezultate în Marile Tururi

### Turul Italiei
2 participări
- 2022: câștigător al etapei a 11-a, locul 122
- 2023: câștigător al etapei a 17-a, locul 124

### Turul Franței
1 participare
- 2022: locul 100

### Turul Spaniei
2 participări
- 2021: locul 129
- 2023: câștigător al etapei a 19-a